# Johann Maria Philipp Frimont

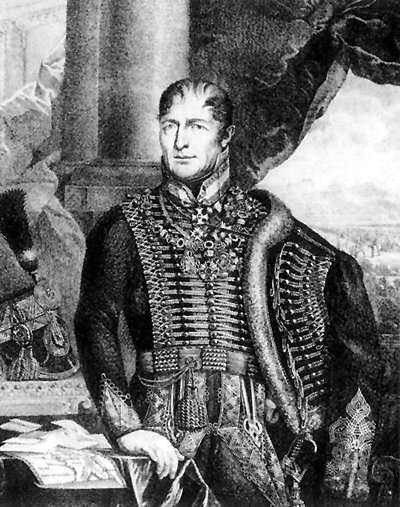
Johann Maria Philipp Frimont

Johann Maria Philipp Frimont, conte de Palota, principe de Antrodocco (n. 3 februarie 1759, Fénétrange/Finstingen, Lorena - d. 26 decembrie 1831, Viena), a fost un general de cavalerie austriac.

## Viața
După ce a absolvit colegiul din Pont-à-Mousson, Frimont a intrat în 1776, ca simplu soldat, în Regimentul austriac de husari Nr. 8 „von Tersztyánszky”. În timpul războiului pentru succesiune din Bavaria (1778-1779) a fost înaintat la gradul de locotenent, iar în timpul războiului contra turcilor, în 1789, a fost înaintat la gradul de căpitan de cavalerie (Rittmeister).
Din 1792 până în 1800 s-a distins de mai multe ori în primul Războaiele napoleoniene, în special la Mannheim, astfel că a fost avansat comandant al noului regiment de vânători călare „Anton Mignot de Bussy”.
În 1796, pe când era doar căpitan de cavalerie, după luptele de la Frankenthal a fost decorat cu Ordinul Maria Terezia (Maria-Theresia-Orden) în rang de cavaler.
În campania din 1800 s-a distins în Bătălia de la Marengo din 14 iunie 1800, în apropierea localității italiene Alessandria, în calitate de comandant al cavaleriei, fapt pentru care, în anul următor a fost avansat la gradul de general maior.
În războiul din 1805 a slujit din nou Italia. Vitejia sa dovedită în Bătălia de la Caldiero i-a adus laudele Arhiducelui Carol, duce de Teschen. Ca urmare, a fost numit la comanda Regimentului nr. 9 de husari și a fost avansat la gradul de Feldmarschallleutnant.
În 1809 a participat din nou la campania din Italia. Pentru chibzuința și curajul de care a dat dovadă în bătălia de la Fontana Fredda, a primit  a fost decorat cu Ordinul Maria Terezia (Kommandeurskreuz des Militär-Maria-Theresienordens) în rang de comandor.
În 1812 a comandat în Rusia o divizie de cavalerie din cadrul Corpului de armată „Karl Philipp Fürst zu Schwarzenberg”.
În 1812 a fost avansat general de cavalerie și numit la comanda Corpului de armată „Carl Philipp von Wrede”, al 5-lea Corp de armată din Armata de arme întrunite. Alături de acest Corp de armată a avut un rol esențial la victoriile de la Brienne/La Rothiere și Arcis-sur-Aube. După Primul Tratat de pace de la Paris (1814), a fost numit guvernator al fortăreței de la Mainz, iar în 1815 comandant suprem al armatelor austriece din Italia, cu care a învins armata condusă de Joachim Murat, apoi a avansat spre Franța, unde după ce l-a învins pe Louis Gabriel Suchet, a cucerit Grenoble, iar la 11 iulie a capitulat și orașul Lyon.
Frimont a fost numit comandant al trupelor austriece de supraveghere, staționate în Franța, pentru ca în 1819 să fie numit general la comanda trupelor din Veneția, iar în 1821 comandat suprem al forțelor trimise să reprime revolta din Neapole. Pe 24 martie 1821 a intrat victorios în Neapole, fapt pentru care, Ferdinand I, rege al Neapolelui, i-a conferit titlul de principe de Antrodocco și i-a dăruit 220.000 de ducați.
În 1825 a fost numit comandant al Uniunii Lombardo-Venețiene, a reprimat în 1831 rebeliunea din Modena și, în același an, a fost numit președinte al Consiliului Aulic de Război (Hofkriegsrat). Deoarece sănătatea sa era slăbită după atâția ani de războaie, a murit la scurt timp după sosirea sa la Viena.

## Legătura sa cu România
Pentru serviciile sale în slujba împăratului, la 1 septembrie 1819 Frimont a fost numit conte de Palota și, împreună cu această localitate, mai primește încă cinci sate.,
Contele și-a investit o parte din cei 220.000 de ducați în Palota, o mică așezare din Comitatul Bihor, în prezent în județul Bihor, locuită de șvabi și unguri, unde, pe domeniul cu care Leopold al II-lea, Împărat Roman i-a răsplătit fidelitatea, a ridicat biserica, școala și mai multe clădiri.
Contele Johann Maria Philipp Frimont a construit biserica din Palota între anii 1825 și 1829 și a dotat-o cu clopote, orgă și mobilier. După dorința sa, slujbele se țin și astăzi, alternativ, în limba germană și limba maghiară.
Johann Maria Philipp Frimont, conte de Palota și prinț de Antrodocco, este înmormântat într-o criptă din beciul bisericii pe care a ctitorit-o. Este îmbrăcat în mantia lui vișinie și ține la piept sabia poleită cu aur, în care a crezut toată viața. A dorit ca după ani de bătălii să se retragă cu familia la Palota. A murit însă și n-a apucat să-și vadă visul împlinit.